# 工正信
工 正信（たくみ まさのぶ、1963年8月18日 - ）は、元競輪選手。日本競輪学校（当時。以下、競輪学校）第55期生。現役時代は日本競輪選手会広島支部所属、ホームバンクは広島競輪場。師匠は木村一利（同39期）。
実弟である工義房（次男・第60期生）、工義則（三男・第58期生）も、ともに元競輪選手。

## 来歴
広島県立広島商業高等学校では野球部に在籍。二番手投手として、1982年に行われた第64回全国高等学校野球選手権大会に出場し、決勝の徳島県立池田高等学校との試合では2-12で敗れたが、その試合で3回を投げて無失点に抑えた。さらに、同年の国民体育大会では優勝を経験。
高校卒業後、競輪学校第55期生入学試験に技能試験で合格。在校成績は1着34回で13位。
1985年5月2日、岸和田競輪場でデビュー（6着）。初勝利は翌3日。
1987年、全日本新人王戦で決勝に進出（5着）。
鋭い捲りに加え、強引な位置取りを主張する強気の走法が光り、1989年の日本選手権競輪（花月園競輪場）で決勝に駒を進め、小川博美に次いで2着に入った一戦をきっかけに、続く高松宮杯競輪（大津びわこ競輪場。落車棄権）、全日本選抜競輪（前橋競輪場。6着）と、3大会連続で特別競輪（現在のGI）の決勝戦へ進出。これにより、獲得賞金額で同年末に開催予定であったKEIRINグランプリ'89の出場権を獲得した。だが、日本競輪選手会のストライキ行使により同年のKEIRINグランプリは中止となり、その後もKEIRINグランプリには一度も出場を果たせなかった。また、同年の全日本選抜競輪以降、度重なる落車禍が影響し、その後一度もGI、GIIの決勝戦には進出できなかった。最終的に、グレードレースの優勝はGIIIで1回のみであった。
2018年7月よりA級3班に降格。のち競走得点は70点を維持できない状態が続き、最終的に2022年下期をもって代謝制度の対象となり、同年12月28日の松山FII（ナイター）初日第4レース（チャレンジ予選）で内圏線踏み切りにより失格したのがラストレースとなった。
2023年1月19日、選手登録消除。通算戦績は3035戦316勝、優勝27回（うちGIII1回）。